# British Independent Film Awards 2006
La cerimonia di premiazione della 9ª edizione dei British Independent Film Awards si è svolta il 29 novembre 2006 all'Hammersmith Palais di Londra ed è stata presentata dall'attore James Nesbitt.

## Vincitori e candidati
I vincitori sono indicati in grassetto.

### Miglior film indipendente britannico
- This Is England, regia di Shane Meadows
- Red Road, regia di Andrea Arnold
- L'ultimo re di Scozia (The Last King of Scotland), regia di Kevin Macdonald
- The Queen - La regina (The Queen), regia di Stephen Frears
- Il vento che accarezza l'erba (The Wind That Shakes the Barley), regia di Ken Loach

### Miglior regista
- Kevin Macdonald - L'ultimo re di Scozia (The Last King of Scotland)
- Michael Caton-Jones - Shooting Dogs
- Stephen Frears - The Queen - La regina (The Queen)
- Ken Loach - Il vento che accarezza l'erba (The Wind That Shakes the Barley)
- Shane Meadows - This Is England

### Premio Douglas Hickox al miglior regista esordiente
- Menhaj Huda - Kidulthood
- Caradog W. James - Little White Lies
- Paul Andrew Williams - London to Brighton
- Andrea Arnold - Red Road
- Tom Vaughan - Starter For Ten

### Miglior sceneggiatura
- Peter Morgan - The Queen - La regina (The Queen)
- Alan Bennett - The History Boys
- Peter Morgan e Jeremy Brock - L'ultimo re di Scozia (The Last King of Scotland)
- Shane Meadows - This Is England
- Hanif Kureishi - Venus

### Miglior attrice
- Kate Dickie - Red Road
- Juliette Binoche - Complicità e sospetti (Breaking and Entering)
- Robin Wright Penn - Complicità e sospetti (Breaking and Entering)
- Frances de la Tour - The History Boys
- Helen Mirren - The Queen - La regina (The Queen)

### Miglior attore
- Tony Curran - Red Road
- James McAvoy - L'ultimo re di Scozia (The Last King of Scotland)
- Forest Whitaker - L'ultimo re di Scozia (The Last King of Scotland)
- Cillian Murphy - Il vento che accarezza l'erba (The Wind That Shakes the Barley)
- Peter O'Toole - Venus

### Miglior attore o attrice non protagonista
- Leslie Phillips - Venus
- Martin Compston - Red Road
- Joseph Gilgun - This Is England
- Stephen Graham - This Is England
- Vanessa Redgrave - Venus

### Miglior esordiente
- Thomas Turgoose - This Is England
- Harry Treadaway - Brothers of the Head
- Luke Treadaway - Brothers of the Head'
- Samuel Barnett - The History Boys
- Dominic Cooper - The History Boys
- Jodie Whittaker - Venus

### Miglior produzione
- London to Brighton, regia di Paul Andrew Williams
- Kidulthood, regia di Menhaj Huda
- Severance - Tagli al personale (Severance), regia di Christopher Smith
- Shooting Dogs, regia di Michael Caton-Jones
- The Road to Guantanamo, regia di Michael Winterbottom

### Premio Raindance
- The Ballad of AJ Weberman, regia di James Bluemel e Oliver Ralfe
- London to Brighton, regia di Paul Andrew Williams
- Scenes of a Sexual Nature, regia di Ed Blum

### Miglior contributo tecnico
- Anthony Dod Mantle - L'ultimo re di Scozia (The Last King of Scotland)
- Rafi Gavron - Complicità e sospetti (Breaking and Entering)
- Alan MacDonald - The Queen - La regina (The Queen)
- Daniel Phillips - The Queen - La regina (The Queen)
- Barry Ackroyd - Il vento che accarezza l'erba (The Wind That Shakes the Barley)
- Ludovico Einaudi - This Is England

### Miglior documentario britannico
- The Road to Guantanamo, regia di Michael Winterbottom
- Blindsight, regia di Lucy Walker
- The Great Happiness Space
- The Pervert's Guide to Cinema, regia di Sophie Fiennes
- Unknown White Male, regia di Rupert Murray

### Miglior cortometraggio britannico
- Cubs, regia di Tom Harper
- At the End of the Sentence, regia di Marisa Zanotti
- Ex Memoria, regia di Josh Appignanesi
- The 10th Man, regia di Sam Leifer
- Who I Am & What I Want, regia di Chris Shepherd e David Shrigley

### Miglior cortometraggio britannico di 15 secondi
- What's the Point?
- Ah, Youth
- Chrysanthemums the Word
- Death of the Dinosaurs
- Fate and Mr McKinley

### Miglior film indipendente straniero
- Niente da nascondere (Caché), regia di Michael Haneke
- Brick - Dose mortale (Brick), regia di Rian Johnson
- Hard Candy, regia di David Slade
- Tutti i battiti del mio cuore (De battre mon coeur s'est arrêté), regia di Jacques Audiard
- Volver, regia di Pedro Almodóvar

### Premio Richard Harris
- Jim Broadbent

### Premio Variety
- Helen Mirren

### Premio speciale della giuria
- Ken Loach